# Deute d'extinció
En ecologia, el deute d'extinció és la futura extinció d'espècies a causa dels esdeveniments en el passat. El deute d'extinció es produeix a causa dels retards de temps entre els impactes en una espècie, com la destrucció de l'hàbitat i, eventualment, la desaparició de l'espècie. Per exemple, arbres de llarga vida (d'una espècie determinada) poden sobreviure durant molts anys, fins i tot després que s'hagi convertit en impossible la reproducció de nous arbres (d'aquella espècie) i, per tant, poden ser condemnats a l'extinció. Tècnicament, el deute d'extinció generalment es refereix al nombre d'espècies (d'una zona) d'extinció probable, en lloc de les perspectives de qualsevol de les espècies, però col·loquialment es refereix a qualsevol aparició de retard en l'extinció.
En les discussions sobre les amenaces a la biodiversitat, el deute d'extinció és anàleg al "compromís climàtic" en el canvi climàtic, el qual estableix que la inèrcia farà que la terra continuï escalfant-se durant segles, fins i tot si ja no s'emeten més gasos amb efecte d'hivernacle. De la mateixa manera, l'extinció actual pot continuar durant molt temps després que cessin els impactes humans sobre les espècies.
El deute d'extinció pot ser local o global, però la majoria dels exemples són locals, ja que són més fàcils d'observar i modelar. És més probable que es trobi en les espècies de llarga vida i en espècies amb requisits molt específics d'hàbitat (especialistes). El deute d'extinció té implicacions importants per a la conservació, ja que implica que les espècies es poden extingir a causa de la destrucció de l'hàbitat (ara ja inexistent), encara que els impactes continus cessin, i que les reserves actuals poden no ser suficients per mantenir les espècies que les ocupen. Les intervencions com la restauració de l'hàbitat poden revertir el deute d'extinció.
El crèdit d'immigració és el corol·lari del deute d'extinció. Es refereix a la quantitat d'espècies que podrien emigrar a una àrea després d'un esdeveniment com la restauració d'un ecosistema.